# Brandon Mechele
Brandon Mechele, né le 28 janvier 1993 à Bredene en Belgique, est un footballeur international belge qui joue au poste de défenseur au Club Bruges KV.

## Biographie
Brandon Mechele joue au Club de Bruges depuis 2002, en équipe première depuis 2012 et y partage un record avec Hans Vanaken, avec six titres nationaux remportés, ils devancent quelques icônes des Gazelles : Fons Bastijns, Birger Jensen, Raoul Lambert, Georges Leekens, Franky Van der Elst, Dany Verlinden et Ruud Vormer. Ce pur produit de l'école des jeunes brugeoise possède également une Coupe de Belgique et trois Supercoupes, dont une seule disputée, à son palmarès. Le 13 octobre 2019, il fait ses débuts avec les Diables Rouges au Kazakhstan. Ses coéquipiers le surnomment « RoboCop », d'après le film du même nom, à cause « d'une attention quasi-maniaquale portée à sa santé et sa condition physique ainsi que le dévouement total qu'il consacre à son sport. »,. Mechele doit également ce surnom à une apparente immunité « robotique » aux blessures, bien qu'il ait été néanmoins écarté des terrains longuement dans le passé à la suite d'une rupture des ligaments de la cheville. Les supporters et les médias lui attribuèrent ce surnom de manière unanime et définitive lors de la saison 2017-18, lorsqu'il n'a pas manqué une seule minute de la compétition et que Bruges est devenu champion.

### En club

#### Jeunesse et formation
Brandon Mechele rejoint les jeunes du Club Bruges KV en 2002, à l'âge de 9 ans, après avoir joué au KSV Bredene pendant trois ans. Le défenseur central, qui peut également évoluer comme arrière droit, a traversé toutes les équipes d'âge du Club. Il fait ses débuts en équipe première lors de la saison 2012-2013 et se voit attribuer le numéro 45 mais la saison suivante, il le troque pour le 44, son maillot désormais caractéristique et fétiche. Mechele porte encore toujours ce même numéro en 2022.

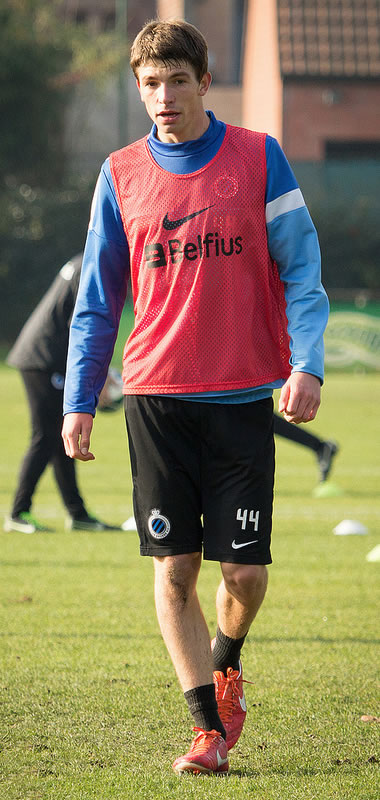
Brandon Mechele à l'entraînement en 2014.

#### Percée en équipe première
Le 5 mai 2013, le Club de Bruges affronte le KSC Lokeren en play-offs 1. En raison de la blessure et de la suspension de plusieurs défenseurs, Mechele est autorisé à s'asseoir sur le banc pour la première fois. Dans les dernières minutes de la rencontre, il monte au jeu pour Víctor Vázquez, blessé. Les Blauw en Zwart remportent le match 2 buts à 1. Le 12 mai 2013, il remplace Jesper Jørgensen lors du match de play-offs contre le Standard de Liège a la 73e minute de jeu. En raison des absences conjuguées de Jim Larsen, sur blessure, et d'Óscar Duarte, suspendu, il est titulaire lors du match d'ouverture de la saison 2013-2014 contre le Sporting de Charleroi.
Devenu par la suite un pion défensif essentiel, il forme un duo régulier avec Björn Engels. Le 28 novembre 2013, Mechele prolonge son contrat jusqu'à la mi-2017. Le 20 janvier 2015, le défenseur inscrit le but de la victoire en quart de finale de la Coupe de Belgique contre le KV Malines à la dernière minute du match. Brandon Mechele remporte son premier prix cette saison-là. En finale de la Coupe, emmenés par Michel Preud'homme, Bruges mène 2-1 face au grand rival, le RSC Anderlecht, mais le défenseur brugeois ne peut empêcher Aleksandar Mitrović d'égaliser après que Tom De Sutter ait inscrit le but d'ouverture mauve. Lior Refaelov scelle ensuite le sort de la rencontre dans les arrêts de jeu et les Gazelles remportent leur premier prix depuis huit ans. Mechele a joué toute cette rencontre aux côtés d'Óscar Duarte.

#### Écarté par Preud'homme
Sous la direction de Michel Preud'homme, Brandon Mechele disparaît peu à peu des radars. Il perd sa place de titulaire lors de la saison 2015-2016, au cours de laquelle le Club de Bruges est devenu champion pour la première fois après onze saisons, et à la suite d'une grave blessure, il n'est plus sélectionné avant la Ligue des champions la saison suivante. Mechele vit mal la situation et sa petite amie de l'époque et épouse actuelle, Caroline, frustrée, se déchaîne alors contre l'entraîneur dans les médias. Preud'homme n'en est pas le moins du monde déstabilisé et reste convaincu de ses choix défensifs, continuant à écarter Mechele de la compétition nationale : « Que ce soit Saint-Nicolas, les parents, la petite amie ou le courtier d'un joueur, je me fiche de ce que l'entourage en pense. »,. Son ami d'enfance, Björn Engels, et l'ancien joueur de l'Ajax, Stefano Denswil, sont devenus les défenseurs centraux permanents de l'équipe sous Preud'homme et Mechele est contraint de ronger son frein sur le banc. Pendant la trêve hivernale de la saison 2016-2017, il est prêté au STVV, en compagnie du milieu gauche Boli Bolingoli-Mbombo et du gardien de but Sébastien Bruzzese. Là, il parvient à reconquérir une place de titulaire indiscutable sous les ordres de l'entraîneur croate Ivan Leko, lui-même ancien joueur et futur entraîneur du Club de Bruges.

#### Retour en grâce sous Leko

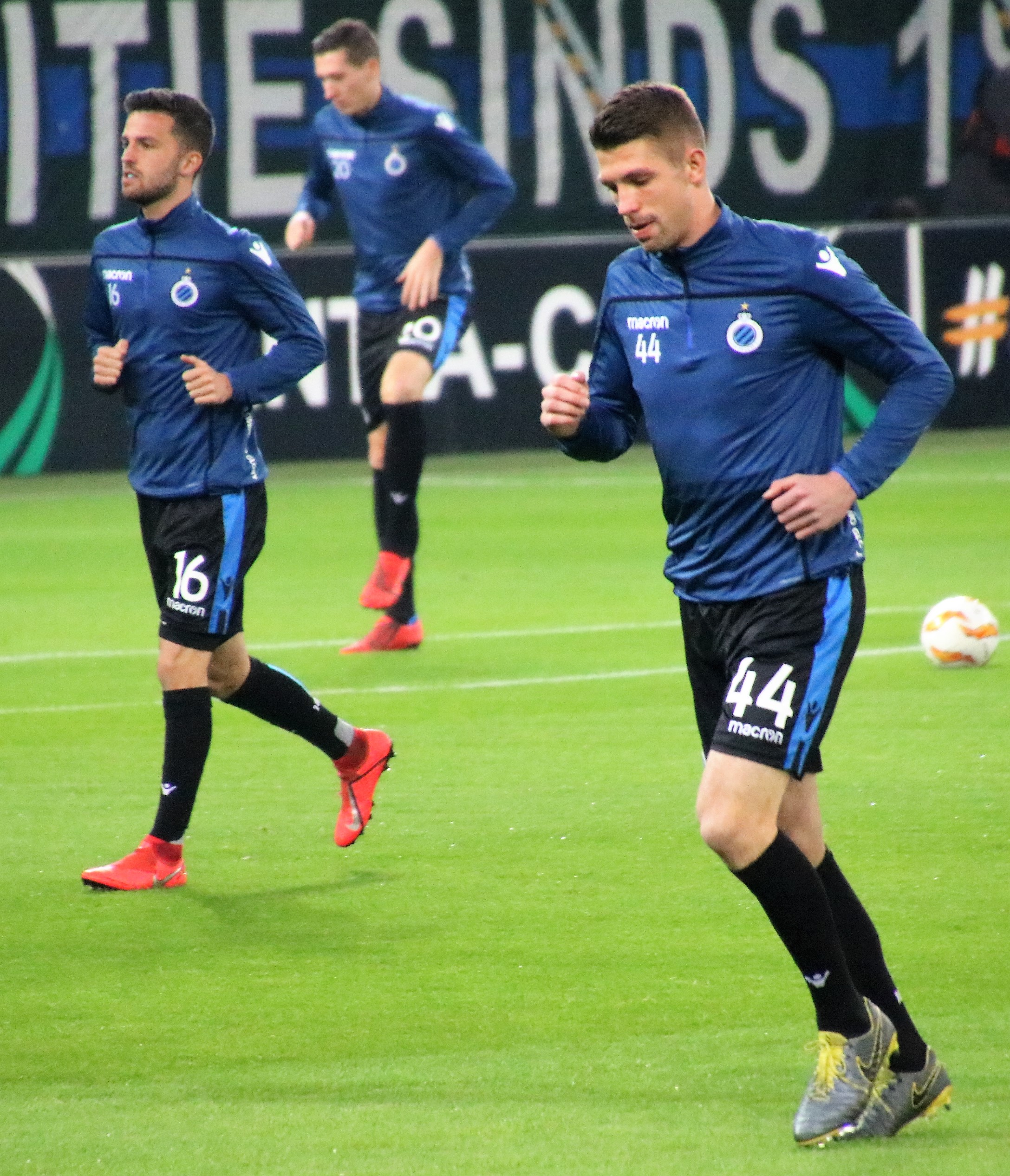
Brandon Mechele à l'échauffement face au Red Bull Salzbourg en Ligue Europa.

De retour au Club de Bruges, Mechele entame la saison 2017-2018 rempli des doutes. Ivan Leko y est entretemps le nouvel entraîneur mais, en son absence, le Club a recruté Benoît Poulain, un joueur très fort tactiquement. Le côtier conserve néanmoins la confiance de son coach et ce malgré des débuts difficiles. Mechele et Denswil forment rapidement un duo défensif indéboulonnable, favorisé par le départ de Björn Engels durant l'été vers l'Olympiakos en Grèce. Poulain, s'il avait été était en pleine forme, aurait invariablement obtenu une place dans le onze de départ de Leko mais le Français est taraudé par les blessures. Mechele et Poulain ont le même profil et un talent identique pour la lecture tactique du jeu quant à Denswil, il s'est avéré avoir de nombreuses qualités techniques, bien que le Néerlandais ait parfois semblé nonchalant depuis son arrivée en janvier 2015. Denswil, tout comme Mechele, sont considérés comme indispensables par les supporters et les médias. Sous la direction de Leko, la défense brugeoise est excessivement solide cette saison-là et encaisse peu de buts, notamment grâce au concours de Mechele, le « West-Vlaming silencieux et travailleur » qui s'est imposé comme le leader défensif des Blauw en Zwart et ne manque aucune minute de la compétition. Brandon inscrit en outre trois buts cette saison et remporte son deuxième titre de champion avec le Club de Bruges.
Blessé aux muscles abdominaux lors de la préparation, il manque le début de la saison 2018-2019 mais le coriace défenseur, surnommé « RoboCop » par les supporters et les médias,, se fraie à nouveau un chemin dans l'équipe en septembre et se voit réuni avec ses fidèles coéquipiers, Benoît Poulain et Stefano Denswil. Le Club de Bruges termine cette saison à la deuxième place de la compétition derrière le KRC Genk et Leko décide de quitter le Club. Le 5 octobre 2018, Mechele est récompensé par le sélectionneur national Roberto Martínez en décrochant sa première sélection chez les Diables Rouges mais il ne quittera pas le banc. Il devra attendre encore un an avant de disputer ses premières minutes avec l'équipe nationale.

#### De valeur sûre à remplaçant sous Clement

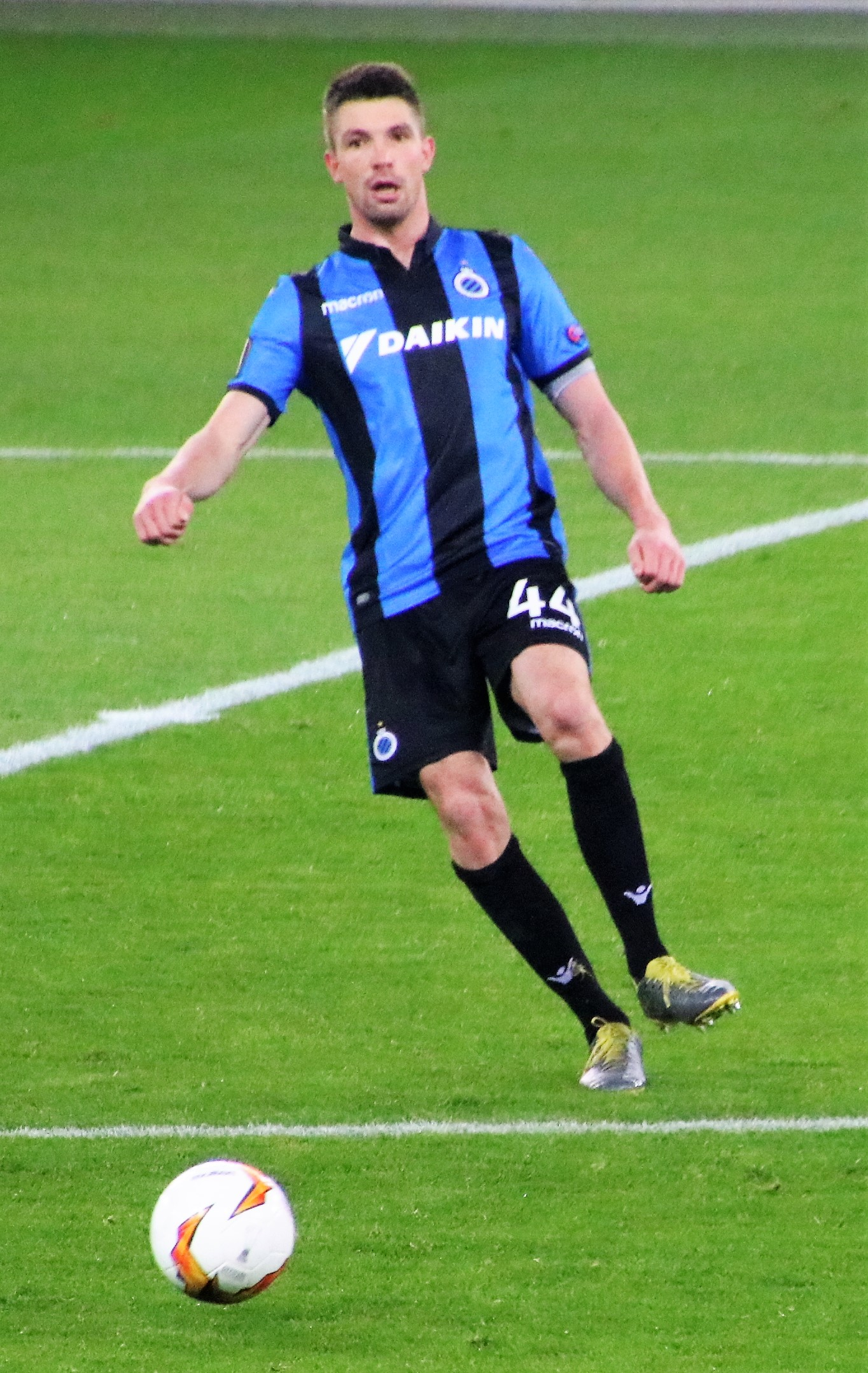
Brandon Mechele avec le Club Bruges KV en Ligue Europa en 2019.

Le 5 février 2020, sous la houlette du nouvel entraîneur Philippe Clement, Mechele inscrit le premier but du match retour de la demi-finale de la Coupe de Belgique sur le terrain de Zulte Waregem. Il dévie une tête de Michael Krmenčík avec sa poitrine dans le but vide du portier de Zulte, Sammy Bossut, marquant de justesse alors que le ballon était presque au-dessus de la ligne de but. Les Blauw en Zwart se qualifient ensuite pour la finale grâce à Charles De Ketelaere, âgé de seulement 18 ans, après que le remplaçant Dimitri Oberlin ait égalisé pour Zulte (1–2), évitant ainsi des prolongations alors que le match aller s'était achevé sur le score de un but partout. Le Club de Bruges s'incline en finale contre l'Antwerp (0-1).
Lors de la saison 2020-2021, Brandon reste incontournable lors des matches de compétition du Club de Bruges mais, en Ligue des champions, s'il dispute l'intégralité des deux rencontres remportées face au Zénith Saint-Pétersbourg, il reste sur le banc pour les quatre autres matchs de poule, Clement ayant opté pour une rotation de l'effectif. Mechele est également honoré au cours de la saison pour son 250e match sous les couleurs du Club. De plus, à quelques occasions, Mechele est amené à porter le brassard de capitaine, en l'absence du capitaine titulaire Ruud Vormer et du vice-capitaine Hans Vanaken, comme ce sera notamment le cas pour la Supercoupe face au KRC Genk.
Le 24 janvier 2021, lors de la victoire en championnat face à Genk, il inscrit un véritable but d'attaquant : Mechele amortit le ballon de la poitrine avant de terminer de manière contrôlée. Quatre jours plus tard, il marque à nouveau, cette fois de la tête, dans le derby de la ville de Bruges contre le Cercle et son égalisation s'avère cruciale dans la victoire finale (1-2). Le défenseur côtier, d'ordinaire peu prolifique devant les buts, inscrit néanmoins un 3e but, vital à l'extérieur, lors de la manche aller de la double confrontation face au Dynamo Kiev en seizièmes de finale de la Ligue Europa mais toutefois inutile, le Club s'inclinant au Jan Breydel au retour. Le Club de Bruges fête son deuxième titre consécutif, le quatrième pour Mechele, à l'issue de la saison.
Le début de la saison 2021-2022 s'avère compliqué pour Mechele, d'une part le Club de Bruges doit jouer les poursuivants derrière l'Union Saint-Gilloise qui fête son retour parmi l'élite après 48 ans d'absence et caracole en tête du championnat et, d'autre part, le jeune transfuge écossais Jack Hendry lui souffle sa place de titulaire dans l'effectif jusqu'à la mi-février. Philippe Clement quitte le Club de Bruges en janvier 2022 et rejoint l'AS Monaco, il est remplacé par Alfred Schreuder.

#### À nouveau titulaire sous Schreuder
Fin janvier, Brandon Mechele compte tout de même 18 titularisations en championnat mais il est loin de réaliser la meilleure saison de sa carrière. Lors du derby brugeois perdu, une relance approximative de sa part offre l'ouverture du score au Cercle. Face au Standard, il perd son duel avec Renaud Emond et est à l'origine de la carte rouge de Jack Hendry sur une passe totalement ratée. Le jeune Hendry écope d'un nouveau carton rouge en Coupe face à La Gantoise à la Ghelamco Arena, Schreuder n'apprécie pas et Mechele retrouve sa place dans le noyau qu'il ne quitte plus jusqu'à la fin de la saison,. Lors des play-offs 1, l'Union finit par céder à la pression et laisse filer le titre en s'inclinant par deux fois en quatre jours face aux Blauw en Zwart, qui fêtent leur troisième sacre de rang la semaine suivante en renversant une situation délicate face à leur rival de l'Antwerp.
Mechele remporte ainsi son cinquième titre, un record, qu'il partage avec quelques icônes des Gazelles : Fons Bastijns, Birger Jensen, Raoul Lambert, Georges Leekens, Hans Vanaken, Franky Van der Elst, Dany Verlinden et Ruud Vormer. Son contrat venant à échéance au terme de la saison 2022-2023, il espère prolonger son séjour dans un club où il a effectué toute sa carrière professionnelle, à l'exception d'un prêt de courte durée à Saint-Trond.

### En sélections nationales
Brandon Mechele a été convoqué pour la première fois chez les Diables Rouges le 16 octobre 2018 pour le match amical face aux Pays-Bas (1-1) et les deux rencontres de Ligue des nations contre l'Islande (2-0) et la Suisse (2-5). Il ne montera toutefois pas au jeu lors de ces trois rencontres et assistera à la déroute des Belges à Lucerne depuis le banc. Le défenseur central fait enfin ses débuts, à l'occasion de sa 8e sélection le 13 octobre 2019, lors d'un match de qualification pour le Championnat d'Europe 2020 face au Kazakhstan. Il remplace Thomas Vermaelen dans le temps additionnel à la 91e minute et termine la rencontre, remportée 2 buts à zéro, les Diables signant alors un record de 24 points sur 24 lors de cette campagne qu'ils termineront invaincus et qualifiés.
Mechele est titulaire pour la première fois, le 8 octobre 2021, en amical face à la Côte d'Ivoire (1-1). Il dispute également la totalité de la rencontre face à la Suisse, le 11 novembre 2020. Brandon n'est pas repris par Roberto Martínez pour le Championnat d'Europe en 2021 mais il est toutefois réserviste, en compagnie de Albert Sambi Lokonga et Zinho Vanheusden, et il participe à la préparation avec le reste de la sélection.
Sélectionné pour un triptyque de rencontres qualificatives à la Coupe du monde au Qatar en septembre 2021, il ne dispute pas la moindre minute de jeu et est ensuite absent des rassemblements suivants de manière assez incompréhensible alors qu'il est un titulaire indiscutable au Club de Bruges. Il n'est ainsi par repris pour la phase finale de la Ligue des nations, ce qui alors peut encore s'expliquer car Philippe Clement lui a récemment préféré l'Écossais Jack Hendry dans son équipe type à quelques occasions, ni pour le duo de matchs amicaux en mars 2022 face à l'Irlande et au Burkina Faso alors que, Martínez ayant déclaré au préalable que ces rencontres seraient exclusivement destinées aux joueurs comptabilisant moins de 50 sélections, il semblait pourtant acquis que Mechele ferait sans aucun doute partie des appelés.
Mechele est à nouveau convoqué par le sélectionneur national en juin 2022 en vue des quatre rencontres de Ligue des nations face aux Pays-Bas, à la Pologne (deux fois) et contre le Pays de Galles. Il est néanmoins écarté de la feuille de match lors des trois premières parties, à la grande surprise de son coéquipier en club Ruud Vormer, et ne quittera pas le banc à l'occasion de la dernière.

## Statistiques

### En club
| Saison                | Club                  | Championnat           | Championnat | Championnat | Championnat | Coupe(s) nationale(s) | Coupe(s) nationale(s) | Coupe(s) nationale(s) | Supercoupe | Supercoupe | Supercoupe | Compétition(s) continentale(s) | Compétition(s) continentale(s) | Compétition(s) continentale(s) | Compétition(s) continentale(s) | Autres compétitions | Autres compétitions | Autres compétitions | Autres compétitions | Total | Total | Total |
| Saison                | Club                  | Division              | M.          | B.          | P.d.        | M.                    | B.                    | P.d.                  | M.         | B.         | P.d.       | Comp.                          | M.                             | B.                             | P.d.                           | Comp.               | M.                  | B.                  | P.d.                | M.    | B.    | P.d.  |
| 2012-2013             | Club Bruges KV        | Division 1            | -           | -           | -           | -                     | -                     | -                     | -          | -          | -          | C3                             | -                              | -                              | -                              | PO1                 | 3                   | 0                   | 0                   | 3     | 0     | 0     |
| 2013-2014             | Club Bruges KV        | Division 1            | 22          | 0           | 0           | 1                     | 0                     | 0                     | -          | -          | -          | C3                             | 2                              | 0                              | 0                              | PO1                 | 3                   | 0                   | 0                   | 28    | 0     | 0     |
| 2014-2015             | Club Bruges KV        | Division 1            | 20          | 1           | 2           | 6                     | 1                     | 1                     | -          | -          | -          | C3                             | 13                             | 0                              | 0                              | PO1                 | 10                  | 1                   | 0                   | 49    | 3     | 3     |
| 2015-2016             | Club Bruges KV        | Division 1            | 15          | 0           | 0           | 2                     | 0                     | 0                     | 1          | 0          | 0          | C1+C3                          | 3+6                            | 0+0                            | 0+1                            | PO1                 | 3                   | 0                   | 0                   | 30    | 0     | 1     |
| 2016-2017             | Club Bruges KV        | Division 1A           | -           | -           | -           | -                     | -                     | -                     | -          | -          | -          | C1                             | 2                              | 0                              | 0                              | PO1                 | -                   | -                   | -                   | 2     | 0     | 0     |
| 2017-2018             | Club Bruges KV        | Division 1A           | 30          | 3           | 0           | 5                     | 2                     | 0                     | -          | -          | -          | C1+C3                          | 2+1                            | 0+0                            | 0+0                            | PO1                 | 10                  | 0                   | 0                   | 48    | 5     | 0     |
| 2018-2019             | Club Bruges KV        | Division 1A           | 23          | 0           | 0           | 1                     | 0                     | 0                     | -          | -          | -          | C1+C3                          | 5+2                            | 0+0                            | 0+0                            | PO1                 | 9                   | 0                   | 0                   | 40    | 0     | 0     |
| 2019-2020             | Club Bruges KV        | Division 1A           | 24          | 0           | 3           | 6                     | 1                     | 0                     | -          | -          | -          | C1+C3                          | 6+2                            | 0+0                            | 0+0                            | -                   | -                   | -                   | -                   | 38    | 1     | 3     |
| 2020-2021             | Club Bruges KV        | Division 1A           | 29          | 2           | 0           | 3                     | 0                     | 0                     | -          | -          | -          | C1+C3                          | 2+2                            | 0+1                            | 0+0                            | PO1                 | 6                   | 0                   | 0                   | 42    | 3     | 0     |
| 2021-2022             | Club Bruges KV        | Division 1A           | 32          | 0           | 0           | 4                     | 0                     | 0                     | 1          | 0          | 0          | C1                             | 3                              | 0                              | 0                              | PO1                 | 6                   | 0                   | 0                   | 46    | 0     | 0     |
| 2022-2023             | Club Bruges KV        | Division 1A           | 30          | 2           | 0           | 2                     | 0                     | 0                     | 1          | 0          | 0          | C1                             | 8                              | 0                              | 0                              | PO1                 | 6                   | 0                   | 0                   | 47    | 2     | 0     |
| 2023-2024             | Club Bruges KV        | Division 1A           | 30          | 4           | 0           | 5                     | 0                     | 0                     | -          | -          | -          | C4                             | 16                             | 1                              | 1                              | PO1                 | 10                  | 1                   | 0                   | 61    | 6     | 1     |
| 2024-2025             | Club Bruges KV        | Division 1A           | 30          | 3           | 2           | 5                     | 0                     | 1                     | 1          | 0          | 0          | C1                             | 12                             | 0                              | 0                              | PO1                 | 10                  | 0                   | 0                   | 58    | 3     | 3     |
| 2025-2026             | Club Bruges KV        | Division 1A           | 4           | 1           | 0           | -                     | -                     | -                     | 1          | 0          | 0          | C1                             | 3                              | 1                              | 0                              | -                   | -                   | -                   | -                   | 8     | 2     | 0     |
| Sous-total            | Sous-total            | Sous-total            | 289         | 16          | 7           | 40                    | 4                     | 2                     | 5          | 0          | 0          | -                              | 90                             | 3                              | 2                              | -                   | 76                  | 2                   | 0                   | 500   | 25    | 11    |
| 2016-2017             | Saint-Trond VV (prêt) | Division 1A           | 7           | 1           | 0           | -                     | -                     | -                     | -          | -          | -          | -                              | -                              | -                              | -                              | PO2+BE              | 10+1                | 1+0                 | 0+0                 | 18    | 2     | 0     |
| Total sur la carrière | Total sur la carrière | Total sur la carrière | 296         | 17          | 7           | 40                    | 4                     | 2                     | 5          | 0          | 0          | -                              | 90                             | 3                              | 2                              | -                   | 87                  | 3                   | 0                   | 518   | 27    | 11    |

### En sélections nationales
| Saison                | Sélection             | Phases finales        | Phases finales | Phases finales | Phases finales | Éliminatoires CDM | Éliminatoires CDM | Éliminatoires CDM | Éliminatoires EURO | Éliminatoires EURO | Éliminatoires EURO | Ligue des Nations | Ligue des Nations | Ligue des Nations | Matchs amicaux | Matchs amicaux | Matchs amicaux | Total | Total | Total |
| Saison                | Sélection             | Compétition           | M              | B              | Pd             | M                 | B                 | Pd                | M                  | B                  | Pd                 | M                 | B                 | Pd                | M              | B              | Pd             | M     | B     | Pd    |
| --------------------- | --------------------- | --------------------- | -------------- | -------------- | -------------- | ----------------- | ----------------- | ----------------- | ------------------ | ------------------ | ------------------ | ----------------- | ----------------- | ----------------- | -------------- | -------------- | -------------- | ----- | ----- | ----- |
| 2019-2020             | Belgique              | -                     | -              | -              | -              | -                 | -                 | -                 | 1                  | 0                  | 0                  | -                 | -                 | -                 | -              | -              | -              | 1     | 0     | 0     |
| 2020-2021             | Belgique              | -                     | -              | -              | -              | 0                 | 0                 | 0                 | -                  | -                  | -                  | 0                 | 0                 | 0                 | 2              | 0              | 0              | 2     | 0     | 0     |
| 2024-2025             | Belgique              | -                     | -              | -              | -              | 0                 | 0                 | 0                 | 1                  | 0                  | 0                  | -                 | -                 | -                 | -              | -              | -              | 1     | 0     | 0     |
| Total sur la carrière | Total sur la carrière | Total sur la carrière | -              | -              | -              | 0                 | 0                 | 0                 | 2                  | 0                  | 0                  | 0                 | 0                 | 0                 | 2              | 0              | 0              | 4     | 0     | 0     |

### Matchs internationaux
| Matchs internationaux de Brandon Mechele, | Matchs internationaux de Brandon Mechele, | Matchs internationaux de Brandon Mechele,     | Matchs internationaux de Brandon Mechele, | Matchs internationaux de Brandon Mechele, | Matchs internationaux de Brandon Mechele, | Matchs internationaux de Brandon Mechele, | Matchs internationaux de Brandon Mechele,                           |
| #                                         | Date                                      | Lieu                                          | Adversaire                                | Résultat                                  | Compétition                               | Club                                      | Notes                                                               |
| ----------------------------------------- | ----------------------------------------- | --------------------------------------------- | ----------------------------------------- | ----------------------------------------- | ----------------------------------------- | ----------------------------------------- | ------------------------------------------------------------------- |
| 1                                         | 13 octobre 2019                           | Astana Arena, Noursoultan, Kazakhstan         | Kazakhstan                                | V 2 - 0                                   | Éliminatoires de l'Euro 2020              | Club Bruges KV                            | Entre en jeu à la place de Thomas Vermaelen à la 92e minute de jeu. |
| 2                                         | 8 octobre 2020                            | Stade Roi Baudouin, Bruxelles, Belgique       | Côte d'Ivoire                             | N 1 - 1                                   | Match amical                              | Club Bruges KV                            | Titulaire.                                                          |
| 3                                         | 11 novembre 2020                          | Stade Den Dreef, Louvain, Belgique            | Suisse                                    | V 2 - 1                                   | Match amical                              | Club Bruges KV                            | Titulaire.                                                          |
| 4                                         | 20 mars 2025                              | Stade Enrique-Roca de Murcie, Murcie, Espagne | Ukraine                                   | D 1 - 3                                   | Ligue des nations 2024-2025               | Club Bruges KV                            | Titulaire.                                                          |

## Palmarès

### En club
|  |  | Club Bruges KV - Championnat de Belgique (6) : - Champion : 2016, 2018, 2020, 2021, 2022 et 2024. - Vice-champion : 2015, 2017, 2019 et 2025. - Coupe de Belgique (2) : - Vainqueur : 2015 et 2025. - Finaliste : 2016 et 2020. - Supercoupe de Belgique (5) : - Vainqueur : 2016, 2018, 2021, 2022 et 2025. - Finaliste : 2015 et 2024. |